# Estat laic

Estat laic
Estat confessional
Ambigu o sense dades

Estat laic o Estat secular és l'Estat, i per extensió una nació o país, independent o que prescindeix de qualsevol organització o confessió religiosa, i on les autoritats polítiques no s'adhereixen públicament a cap religió determinada ni les creences religioses influeixen en la política nacional.
En un sentit estricte la condició d'Estat laic suposa la nul·la ingerència de qualsevol organització o confessió religiosa en el seu govern, ja sigui, en el poder legislatiu, l'executiu o el judicial. En un sentit lax un Estat laic és aquell que és neutral en matèria de religió pel que no exerceix suport ni oposició explícita o implícita a cap organització o confessió religiosa. Val a dir que no tots els Estats que es declaren laics ho són en la pràctica. Cal no confondre un Estat laic amb un Estat aconfessional, el qual no s'adhereix i no reconeix com a oficial cap religió en concret, però sí que pot tenir acords amb certes institucions religioses.

## Història
Abans del segle xx, molts països eren un estat confessional, i reflectien en les seves respectives constitucions, o per decret del monarca, que l'estat reconeixia una religió oficial, encara que altres religions es permetessin practicar lliurement. No era rar que el clergat interferís en assumptes d'estat, (ni que l'estat interferís en els assumptes eclesials, per exemple en l'elecció de bisbes, o vetar al Papa escollit pel Conclave).
Avui dia, la major part dels estats occidentals es declaren aconfessionals o laics, sobretot després de la revolució francesa

## Característiques
Un Estat laic tracta a tots els ciutadans per igual, tant als creients de qualsevol religió com als no creients. En tal sentit evita la discriminació per qüestions religioses però tampoc afavoreix a alguna confessió determinada. En general en l'Estat laic no existeix una "religió d'Estat" o equivalent i es manté la Separació entre l'Església i l'Estat. En cas d'haver-hi una religió que rebés un tracte especial per part del govern, aquesta importància tindria un significat purament simbòlic, que no afectaria a la vida ordinària dels seus ciutadans ni els seus drets, especialment en el fet de no fer distincions basades en la religió de cada individu.
Hi ha una diferència important entre els Estats laics i els Estats ateus, com és el cas de la República Popular d'Albània sota Enver Hoxha, i altres règims comunistes, on l'Estat expressament s'oposa a qualsevol creença i pràctica religiosa. En alguns països laics existeix una religió molt majoritària entre la població (Turquia, Tailàndia, Nepal, Colòmbia) i en uns altres existeix una gran diversitat (Índia, Líban).
Els Estats seculars esdevenen laics ja sigui en el seu establiment com a Estat (per exemple, Estats Units) o per la secularització de l'Estat (per exemple, França). Els moviments pel laïcisme a França i per la separació de l'Església i l'Estat als Estats Units d'Amèrica són el començament de l'evolució dels estats laics actuals. Històricament, el procés de secularització dels estats implica generalment la concessió de la llibertat religiosa, separant les religions de l'estat, deixar de finançar amb fons públics una religió, alliberant el sistema legal del control religiós, l'obertura del sistema educatiu, la tolerància dels ciutadans que canvien de religió, política i permetre que el lideratge polític sigui independent de les creences religioses.
No tots els Estats laics oficials el són completament en la pràctica. A França i gran part d'Amèrica Llatina, la majoria de les festivitats cristianes són festius per a l'administració pública i els professors de religió catòlica són assalariats de l'Estat, si bé a França les escoles públiques no fan cursos de religió.
Molts Estats que avui dia són laics, han tingut vestigis legals d'una religió establerta. El laïcisme té diverses aparences que poden coincidir amb diversos graus de religiositat oficial. Així, en la Commonwealth, el cap de l'Estat ha d'haver estat coronada segons el Jurament de coronació de 1688 (Coronation Oath Act) i, per tant, jurant la defensa de la fe protestant. El Regne Unit també manté 26 clergues de l'Església d'Anglaterra coneguts com a observadors espirituals (Spiritual Peers). També es dona el camí invers: d'Estat laic a teocràcia, com en el cas de l'Iran, on la secularització de l'Estat de la dinastia Pahlavi va ser reemplaçada per la República Islàmica.
Partint del fet que la pràctica totalitat dels Estats han tingut religió oficial en alguna etapa de la seva història i que el mapa de l'article mostra que la situació s'ha anat revertint en els últims 250 anys, pot concloure's que la tendència és cap a una secularització de l'Estat des de l'edat moderna.

## Llista per continent
Vet aquí una llista (incompleta) d'Estats oficialment laics el 2007.

### Àfrica
- Angola[12]
- Benin[13]
- Botswana
- Burkina Faso[14]
- Burundi[15]
- Camerun[16]
- Cap Verd[17]
- Txad[18]
- República Democràtica del Congo[19]
- República del Congo[20]
- Etiòpia[21]
- Gabon[22]
- Gàmbia[23]
- Guinea[24]
- Guinea-Bissau[25]
- Guinea Equatorial[26]
- Libèria[27]
- Mali[28]
- Moçambic
- Namíbia[29]
- São Tomé i Príncipe
- Senegal
- Sud-àfrica
- Somàlia[30]

### Amèrica
- Aruba
- Bahames
- Belize
- Bolívia
- Brasil[31]
- Canadà[32]
- Xile[33]
- Colòmbia
- Cuba[34]
- Curaçao
- Equador
- El Salvador[35]
- Estats Units d'Amèrica (Hi ha Deisme cerimonial)[36]
- Guatemala[37]
- Guaiana
- Honduras[38][39]
- Jamaica
- Mèxic[40]
- Nicaragua
- Paraguai[41]
- Perú
- Puerto Rico[42]
- República Dominicana
- Sint Maarten
- Surinam
- Trinitat i Tobago[43]
- Uruguai
- Veneçuela

### Àsia
- Armènia[44]
- Azerbaidjan[45]
- República Popular de la Xina[46]
  -  Hong Kong, República Popular de la Xina
  -  Macau, República Popular de la Xina
- República Popular Democràtica de Corea (Corea del Nord)
- República de Corea (Corea del Sud)[47]
- Filipines[48]
- Geòrgia[49]
- Índia[50]
- Indonèsia
- Japó[51]
- Kazakhstan[52]
- Kirguizstan[53]
- Laos
- Líban
- Mongòlia
- Nepal[54]
- Singapur
- Síria
- Tadjikistan
- Tailàndia[55]
- Taiwan
- Timor Oriental[56]
- Turkmenistan[57][58]
- Turquia[59]
- Uzbekistan
- Vietnam[60]

### Europa
- Albània[61]
- Alemanya[62]

- Àustria[63]
- Belarús[64]
- Bèlgica[65]
- Bòsnia i Hercegovina
- Bulgària
- Croàcia[66]
- Xipre[67]
- República Txeca[68]
- Escòcia,  Regne Unit
- Eslovàquia[69]
- Eslovènia
- Espanya (Estat aconfessional, no laic)[70]
- Estònia[71]
- França[72]
- Hongria[73]
- República d'Irlanda[74]
- Irlanda del Nord,  Regne Unit
- Itàlia[75]
- Letònia[76]
- Lituània
- Luxemburg
- Macedònia del Nord
- Moldàvia
- Montenegro
- País de Gal·les,  Regne Unit
- Països Baixos
- Polònia[77]
- Portugal[78]
- Romania
- Federació Russa[79]
- Sèrbia
- Suècia[80]
- Suïssa
- Ucraïna[81]

### Oceania
- Austràlia[82]
- Estats Federats de Micronèsia[83]
- Fiji
- Guam
- Illes Marianes del Nord
- Illes Salomó
- Nova Zelanda
- república de Palau
- Papua Nova Guinea

## Antics Estats laics
- Pakistan (1947-1956) Després de l'aplicació de la constitució de 1956, queda instituït l'Islam com a religió d'Estat.
- Bangladesh - Proclamada república laica amb la independència de 1971, el president Hossain Ershad institueix l'Islam com a religió d'Estat amb la vuitena esmena a la constitució (juny de 1988), citant la necessitat de combatre els moviments fonamentalistes.
- Iran, Estat laic en 1925 amb Reza Pahlavi com Xa. L'Islam es restablí com a religió d'Estat el desembre de 1979 amb l'adopció d'una nova constitució.
- Iraq Capítol 1, Article 2 de la constitució de 2005
- Madagascar (1960-2007) Desapareix la paraula laic referit a l'Estat en la constitució Arxivat 2012-03-01 a Wayback Machine.

## Futurs Estats laics
- Costa Rica, actualment és un Estat confessional, ja que així es reconeix en l'apartat 75 de la Constitució de 1949 en la que es consigna la religió catòlica, apostòlica i romana com l'estatal i que assegura que el govern i l'Estat contribueixen al seu manteniment, però assegurant la llibertat de culte, sempre que no s'oposin a la moral universal ni els bons costums. La reforma constitucional en aquest país centreamericà podria canviar la redacció actual a favor del laïcisme, tot i que alguns polítics -com Fernando Sánchez i Guyón Massey-, s'oposen a aquesta proposta anunciant el seu vot en contra. Sánchez del partit del PLN, va afirmar que abans d'avançar cap a un Estat laic, Costa Rica hauria de signar un concordat amb la Ciutat del Vaticà.[84] El projecte de reforma ha estat redactat pel Moviment per un Estat Laic a Costa Rica Arxivat 2010-08-11 a Wayback Machine., que reuneix a diverses organitzacions civils, socials, religioses i acadèmiques, i va ser impulsat per 13 diputats de diferents partits, inclòs Alliberament Nacional, partit en el poder al setembre de 2009.[85]